# Mitriostigma
Mitriostigma là một chi thực vật có hoa trong họ Thiến thảo (Rubiaceae).

## Loài
Chi Mitriostigma gồm các loài: